# Дмитренко Олексій Максимович
Олексі́й Макси́мович Дмитре́нко (30 березня 1940 , Решетилівка  — 8 листопада 2009 , Київ ) — український письменник, публіцист. Лауреат Національна премія України імені Тараса Шевченка (1987).

## З життєпису
Народився 30 березня 1940 р. в с. Решетилівка Полтавської обл.
Закінчив Філологічний факультет Київського національного університету ім. Тараса Шевченка (1966).
Лауреат Національної премії імені Тараса Шевченка, Премії імені Миколи Островського.
Помер 8 листопада 2009 року у Києві, похований на Північному кладовищі (Київська область).

## Творчість
Автор книжок:
- «Бо ти на землі — людина»
- «Весло»
- «Листок подорожника»
- «Без цього — не жити…»
- «Пам'ять Долини смерті» (1987)
- «Огонь твой будет всегда» (у співавторстві), 1978 (рос.)
- «Чистые плесы» (рос.)
- «Увіходимо в полум'я…» (1979)
- «Аист», 1985 (рос.), «Аіст: Сильнішим від смерті», 2011 (укр.)
- «Політ без приземлення»
- «Александр Стовба»
- «Хвіст ящірки» (1991)
- «Долина смерті: Роман-пошук, повісті» (1995)
- «Верховіть черещаного дуба» (у співавторстві) —повість-пошуку про Тараса Шевченка
- «Згадуй зрідка черкаську осінь…» — повість-есе про Василя Симоненка
- «Шорстка моя отава зацвіла» (2008)

Автор сценаріїв документальних фільмів:
- «Василь Симоненко» (сценарій написаний 1970 року, але фільм невідзнятий).[2]
- «АІСТ» (1985 у кіно) та ін.